# Crocetta (araldica)
Crocetta è un termine utilizzato in araldica per indicare una piccola croce, o croci in numero, scorciate e che possono contornarsi in modi diversi.

Tre crocette di rosso nello stemma di Dongo
Crocetta patente d'argento (Baran, Bielorussia)